# Ibán Pérez Pascual
Ibán Pérez Pascual (Pamplona, 19 d'octubre de 1974) és un futbolista navarrès, que ocupa la posició de defensa.

## Trajectòria
Producte del planter del CA Osasuna, puja al primer equip la temporada 96/97, consolidant-se a l'any següent. Va aportar 25 partits i un gol en la temporada de l'ascens a la màxima categoria, la 99/00.
Ja a primera divisió amb els osasunistes, el defensa hi disputa vint partits de la temporada 00/01, que es redueixen a només quatre de la següent, que la finalitzaria a les files del Nàstic de Tarragona. La 02/03 militaria al Reial Oviedo, amb qui baixaria a Segona B.
A partir d'aquest moment, la carrera d'Ibán Pérez prossegueix per equips de divisions inferiors: AD Ceuta, CD Leganés, CF Reus Deportiu, i els navarresos Peña Sport i Mutilvera.